# Homilita
La homilita és un mineral de la classe dels silicats, que pertany al grup de la gadolinita-datolita. Rep el seu nom del terme grec per "donar-se junts", en al·lusió a la seva associació amb la melifanita i l'erdmannita.

## Característiques
La homilita és un silicat de fórmula química Ca₂Fe2+B₂Si₂O10. Cristal·litza en el sistema monoclínic. La seva duresa a l'escala de Mohs oscil·la entre 5 i 5,5.
Segons la classificació de Nickel-Strunz, la homilita pertany a «09.AJ: Estructures de nesosilicats (tetraedres aïllats), amb triangles de BO₃ i/o B[4], tetraèdres de Be[4], compartint vèrtex amb SiO₄» juntament amb els següents minerals: grandidierita, ominelita, dumortierita, holtita, magnesiodumortierita, garrelsita, bakerita, datolita, gadolinita-(Ce), gadolinita-(Y), hingganita-(Ce), hingganita-(Y), hingganita-(Yb), melanocerita-(Ce), minasgeraisita-(Y), calcibeborosilita-(Y), stillwellita-(Ce), cappelenita-(Y), okanoganita-(Y), vicanita-(Ce), hundholmenita-(Y), prosxenkoïta-(Y) i jadarita.

## Formació i jaciments
Va ser descoberta a Stokkøya, a Langesundsfjorden, Larvik, al comtat de Vestfold, a Noruega. També ha estat descrita en altres indrets del mateix comtat noruec; a Tre Croci, a Vetralla (Laci, Itàlia); a la mina Arschitza, a Iacobeni, al comtat de Suceava (Romania); i a la mina Moss, al municipi de Filipstad (Värmland, Suècia).